# 半枫荷
半枫荷（学名：Semiliquidambar cathayensis）为金缕梅科半枫荷属下的一个种。分布于江西南部、广西北部、贵州南部，广东（海南岛在内）。 为枫香和阿丁枫属物种杂交第一代。

## 扩展阅读
維基物種上的相關：半枫荷